# Kóta (przełęcz)
Kóta (również Sedlo pod Lyrou, niekiedy Sedlo nad Karlovou Studánkou) – przełęcz o wysokości 1003 m n.p.m., na Śląsku, w północno-wschodnich Czechach, w Sudetach Wschodnich, w paśmie górskim Wysokiego Jesionika (cz. Hrubý Jeseník) pomiędzy szczytami Ostrý vrch i Lyra – J, na granicy gmin Ludvíkov i Malá Morávka.

## Charakterystyka

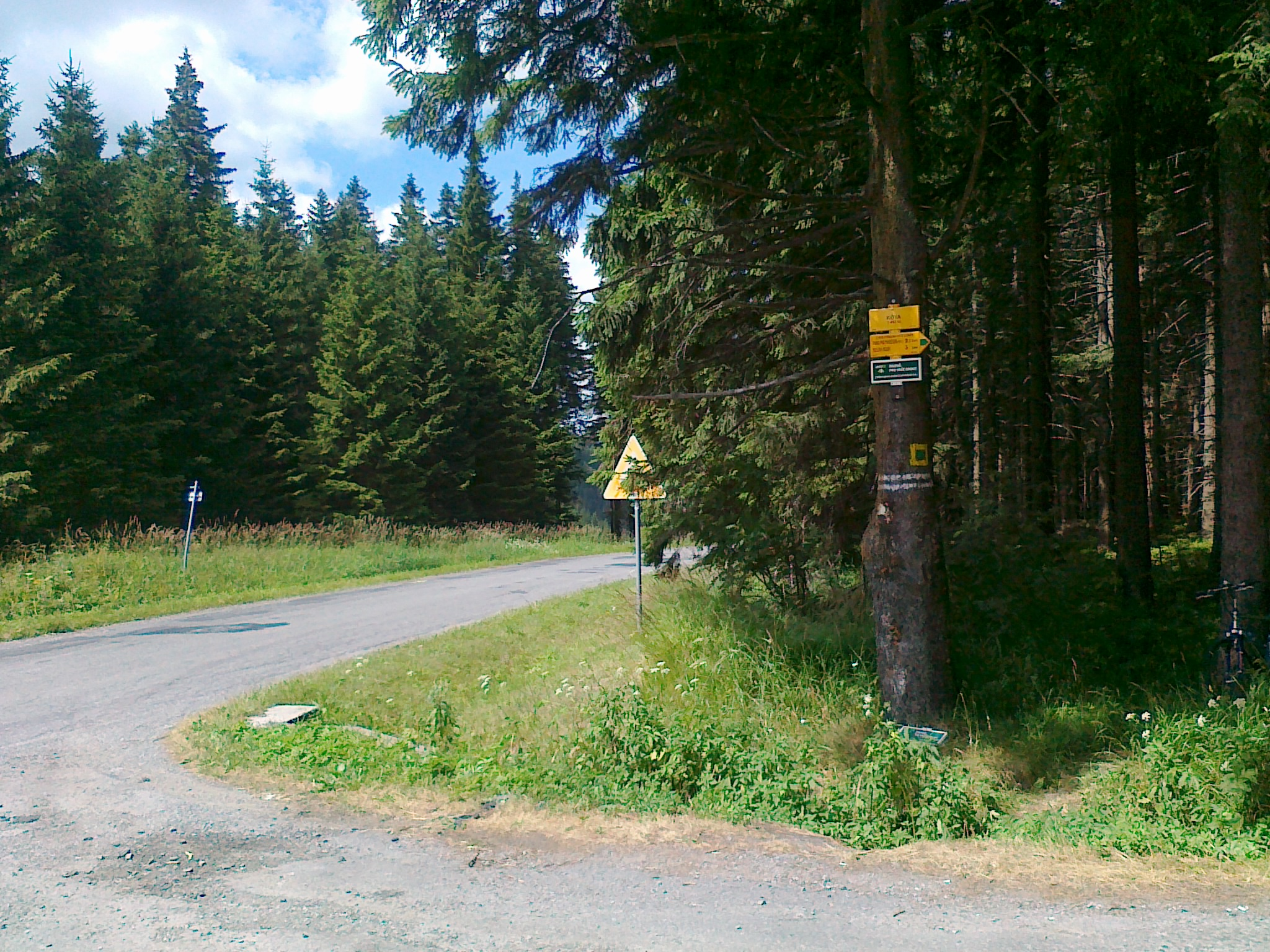
Skrzyżowanie turystyczne Kóta (2013 rok)

Przełęcz położona jest w środkowo-wschodnim rejonie całego pasma Wysokiego Jesionika, oddzielająca części Wysokiego Jesionika (mikroregiony) o nazwie Masyw Orlíka (cz. Medvědská hornatina) od Masywu Pradziada (cz. Pradědská hornatina). Znajduje się na drodze nr 450 Bruntál – Bělá pod Pradědem, która w zimie może być nieprzejezdna, oddalona o około 2,5 km od przełęczy Hvězda. Droga ta zwana (cz. Videlská silnice) otwarta została w 1912 roku. Z tej okazji na przełęczy umieszczono tablicę pamiątkową z napisem niemieckojęzycznym oraz ze stojącym obok małym obeliskiem wysokościowym z wybitą wysokością „1004 m.”, oraz rokiem otwarcia drogi: „MCMXII”.
Jadąc z miejscowości Karlova Studánka, po lewej stronie przełęczy znajduje się niewielki parking oraz wiata turystyczna, od którego biegnie droga o nazwie (cz. Dřevařská cesta), a po prawej wąska asfaltowa droga zwana (cz. Pytlácká cesta) prowadząca do przełęczy pomiędzy górami Lyra i Žárový vrch, chaty Sedlová bouda, rezerwatu przyrody Jelení bučina oraz dalej do miejscowości Vrbno pod Pradědem. Na przełęczy, przy drodze znajduje się skrzyżowanie turystyczne o nazwie (cz. Kóta) z podaną na tablicy informacyjnej wysokością 1003 m. Teren wokół przełęczy jest zalesiony borem świerkowym. Z tego powodu nie jest ona punktem widokowym. Wśród zalesienia można jedynie dostrzec (wśród rozrzedzonych pni drzew), w dali stok góry Prostřední vrch. Na poboczu drogi znajduje się punkt geodezyjny o wysokości 1003,17 m n.p.m., który ma współrzędne geograficzne (50°05′09,86″N 17°17′06,79″E/50,086072 17,285219). Na podstawie szczegółowej mapy Państwowego urzędu geodezyjnego o nazwie (cz. Český úřad zeměměřický a katastrální (CÚZK)) w Pradze punkt siodłowy przełęczy znajduje się blisko parkingu i przebiegającej przez przełęcz drogi i ma wysokość 1003 m n.p.m. oraz współrzędne geograficzne (50°05′09,0″N 17°17′06,2″E/50,085833 17,285056).

## Wody
Grzbiet główny (grzebień) góry Pradziad, biegnący od przełęczy Skřítek do przełęczy Červenohorské sedlo oraz dalej do przełęczy Ramzovskiej (cz. Ramzovské sedlo) jest częścią granicy Wielkiego Europejskiego Działu Wodnego, dzielącej zlewiska Morza Bałtyckiego i Morza Czarnego.
Przełęcz położona jest na północny wschód od tej granicy, należy więc do zlewni Morza Bałtyckiego, do którego płyną wody m.in. z dorzecza rzeki Odry, będącej przedłużeniem płynących z tej części Wysokiego Jesionika górskich potoków (m.in. płynącego w pobliżu przełęczy potoku o nazwie Videlský potok). Na stoku północno-zachodnim przełęczy ma swoje źródlisko krótki, nienazwany potok, będący dopływem wspomnianego potoku Videlský potok.

## Ochrona przyrody
Przełęcz znajduje się w obrębie wydzielonego obszaru objętego ochroną o nazwie Obszar Chronionego Krajobrazu Jesioniki (cz. Chráněná krajinná oblast (CHKO) Jeseníky), a utworzonego w celu ochrony utworów skalnych, ziemnych i roślinnych oraz rzadkich gatunków zwierząt. Na przełęczy nie utworzono żadnych rezerwatów przyrody lub innych obiektów nazwanych pomnikami przyrody oraz nie wytyczono ścieżek dydaktycznych. 

## Turystyka
Do centrum miejscowości turystycznej Karlova Studánka z bazą hoteli i pensjonatów jest od przełęczy około 2 km w kierunku południowo-wschodnim. Ponadto około 2,5 km w kierunku północno-zachodnim do osady Vidly ze znajdującym się w niej górskim hotelem Vidly. Ciekawym miejscem jest oddalony o około 1,5 km na wschód od przełęczy szczyt Rolandův kámen z drewnianym krzyżem na wierzchołku. 

### Szlaki turystyczne i rowerowe
Z przełęczy nie prowadzi żaden znakowany szlak turystyczny. Pomimo tego przełęcz jest punktem wypadowym dla miłośników górskich wędrówek i letnich zbieraczy popularnych jagód, licznie występujących w tej okolicy. 
Można tu dotrzeć dwoma szlakami rowerowymi biegnącymi na trasach:
 Vrbno pod Pradědem – góra Zámecká hora – góra Plošina – góra Žárový vrch–SV – góra Žárový vrch – góra Lyra – góra Lyra–J – przełęcz Kóta
 (nr 6029) Valšov – Bruntál – Rudná pod Pradědem – Suchá Rudná – Hvězda – Karlova Studánka – przełęcz Kóta – Vidly – Vrbno pod Pradědem

### Podjazdy drogowe
| Podjazdy drogowe |                                 |            |            |                     |                      |                        |
| Lp.              | Trasa                           | Oznaczenie | Długość km | Różnica wysokości m | Średnie nachylenie % | Ilość pętlic drogowych |
| 1                | Vidly – przełęcz Kóta           | 450        | 3,4        | 234                 | 6,9                  | 1                      |
| 2                | Przełęcz Hvězda – przełęcz Kóta | 450        | 4,0        | 143                 | 3,6                  | 0                      |